# Алаколь (озеро)
Алако́ль, Алакуль — безстічне солоне озеро в Казахстані, у східній частині Балхаш-Алакольської котловини. Площа близько 2 080 км², глибина близько 45 м. В озеро впадають річки Емель, Жаманти, Урджар.
Озеро через протоки зв'язане з озерами Уяли, Сасикколь, Жаланашколь, утворюючи Алакольську озерну систему (басейн 55 тисяч км²) в западині між хребтами Джунгарським Алатау і Тарбагатаєм.
Льодостав з січня по квітень. Промисел риби: маринка, губач, окунь, короп (акліматизований з 1933 року).